# Референдумы в Лихтенштейне (1930)
Референдумы в Лихтенштейне проходили 2 марта, 26 октября и 14 декабря 1930 года. В марте прошёл референдум по изменению избирательной системы при выборах в Ландтаг. Предложение было отклонено 60,6 % голосов избирателей. В октябре проходил референдум по закону о прессе, предложенный Ландтагом, который был отклонён большинством всего в три голоса. Последний третий референдум проводился в декабре и касался строительства дренажного канала по долине Лихтенштейна. Он был одобрен 70,5 % голосов.

## Контекст
Мартовский Конституционный референдум проходил по народной инициативе, предлагавшей изменение в системе выборов и выборов в Ландтаг. Инициатива предлагала внести изменения в Статьи № 46 и 47 Конституции 1921 года, чтобы разрешать проведение выборов до окончания срока предыдущего парламента и позволить участвовать в голосовании по доверенности избирателей, находящимся за пределами страны.
Октябрьский референдум проводился по закону о печати, предусматривавшему до шести месяцев тюремного заключения за критику правительства или его должностных лиц. Это был факультативный референдум по народной инициативе и касался законопроекта, принятого Ландтагом 9 июля 1930 года.
Референдум в декабре по строительству дренажного канала в долине страны был факультативным референдумом парламентского происхождения. После решения Ландтага о строительстве канала 7 июля 1930 года муниципальные собрания Бальцерса, Тризена и Тризенберга объявили о своём намерении прибегнуть к процедуре референдума. Столкнувшись с оппозицией решению, Ландтаг решил сам представить на всеобщее голосование этот законопроект в соответствии со Статьёй № 66 Конституции.

## Результаты

### Изменение избирательной системы
| Выбор                               | Голоса | %    |
| ----------------------------------- | ------ | ---- |
| За                                  | 805    | 39,4 |
| Против                              | 1 240  | 60,6 |
| Недействительных/пустых бюллетеней  | 45     | –    |
| Всего                               | 2 090  | 100  |
| Зарегистрированных избирателей/Явка | 2 309  | 90,5 |
| Источник: Démocratie Directe        |        |      |

### Закон о прессе
| Выбор                               | Голоса | %    |
| ----------------------------------- | ------ | ---- |
| За                                  | 1 005  | 49,9 |
| Против                              | 1 008  | 50,1 |
| Недействительных/пустых бюллетеней  | 78     | –    |
| Всего                               | 2 091  | 100  |
| Зарегистрированных избирателей/Явка | 2 348  | 89,1 |
| Источник: Démocratie Directe        |        |      |

### Строительство канала
| Выбор                               | Голоса | %    |
| ----------------------------------- | ------ | ---- |
| За                                  | 1 469  | 70,5 |
| Против                              | 616    | 29,5 |
| Недействительных/пустых бюллетеней  | 66     | –    |
| Всего                               | 2 151  | 100  |
| Зарегистрированных избирателей/Явка | 2 356  | 91,3 |
| Источник: Démocratie Directe        |        |      |